# Hilkerscheid

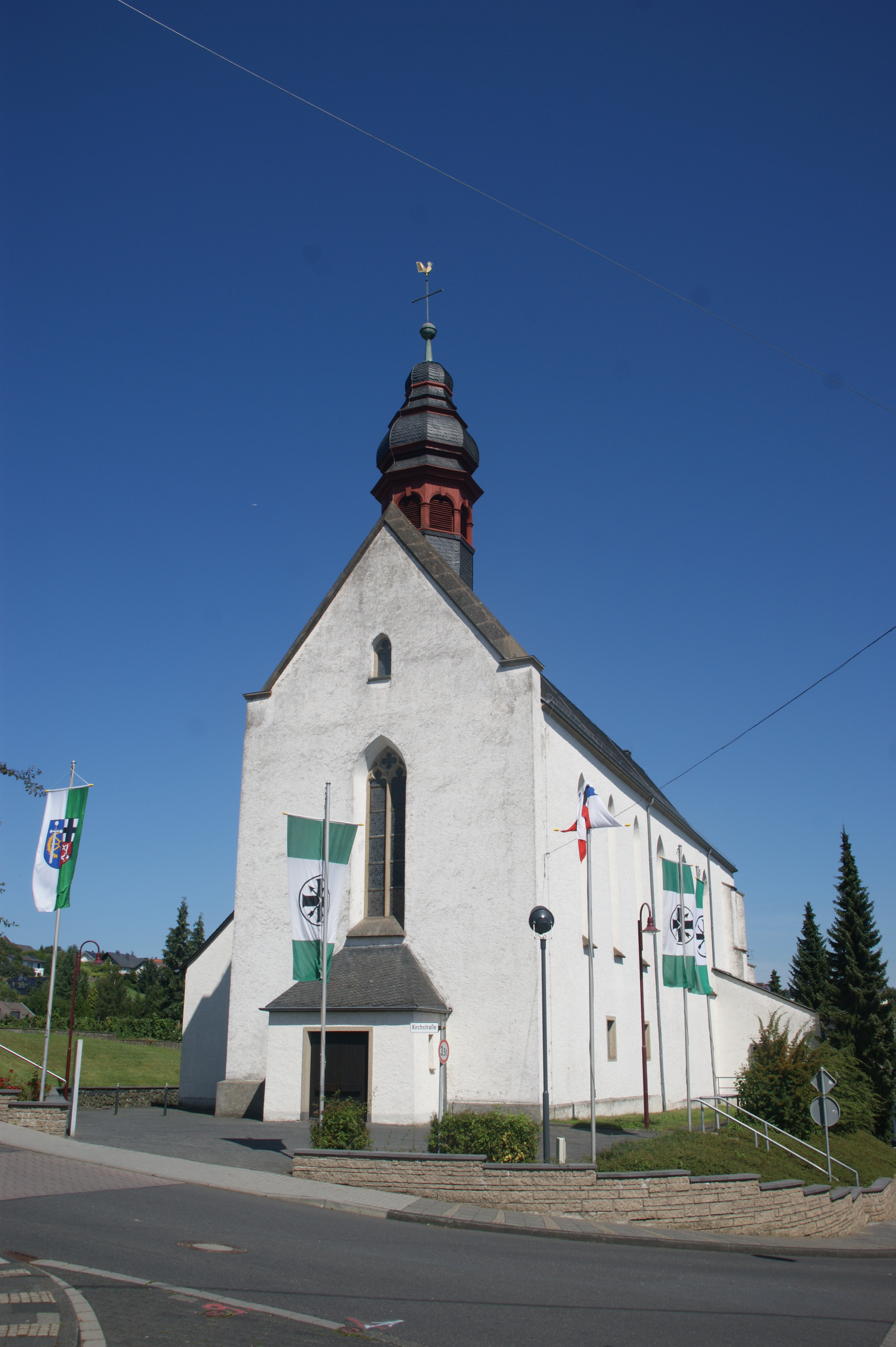
Katholische Pfarrkirche St. Katharina

Hilkerscheid ist ein Ortsteil der Ortsgemeinde Sankt Katharinen im rheinland-pfälzischen Landkreis Neuwied.

## Geographie
Hilkerscheid schließt sich westlich an das Ortszentrum von Sankt Katharinen an und liegt auf etwa 350 m ü. NHN auf einem von Nordwesten nach Südosten abfallenden Gelände. Naturräumlich lässt sich die Ortschaft innerhalb des Niederwesterwalds noch dem Rhein-Wied-Rücken zuordnen, befindet sich aber am Übergang zum Rheinwesterwälder Vulkanrücken. Am westlichen Rand verläuft die Landesstraße 254 (Kretzhaus–Hargarten–Weißfeld).

## Geschichte
Erstmals in Erscheinung trat Hilkerscheid 1230 in einer Urkunde über die Schenkung eines Schäfers an das Kloster St. Katharinen, somit früher als das benachbarte Notscheid. Weitere Schreibweisen des Ortsnamens lauteten Hilkers, Hilkirs (1480), Hilkirßt, Hilkerschied und Heilkerscheid (1790). 1450 zählte der Ort laut einer Liste von Haushaltsvorständen rund 20 Einwohner und 1620 etwa 30. Der überwiegende Teil Hilkerscheids unterstand als Teil der Linzer Höhe der Verwaltung des kurkölnischen Amtes Linz, ein Haus gehörte zum kurkölnischen Amt Altenwied. Hilkerscheid verfügte über die meisten Wasserbrunnen auf der Linzer Höhe.
Seit 1809 gehörte Hilkerscheid zur neugebildeten Gemeinde Notscheid, ab 1816 im Verwaltungsbezirk der Bürgermeisterei Linz. 1828 umfasste der Ort acht Hofstellen, 1843 war er als Weiler mit elf Wohn- und 20 Wirtschaftsgebäuden verzeichnet. Bis zum Ende des 19. Jahrhunderts war die Ortschaft landwirtschaftlich geprägt und von Ackerern und Tagelöhnern bewohnt.
Einwohnerentwicklung
| Jahr | Einwohner |
| ---- | --------- |
| 1816 | 52        |
| 1828 | 57        |
| 1843 | 72        |
| 1885 | 74        |
| 1926 | 75        |
| 1950 | 63        |

## Sehenswürdigkeiten
Als Kulturdenkmal unter Denkmalschutz stehen:
- eine Wegekapelle, kreuzgratgewölbter Putzbau, um 1900
- ein Bildstock an der Barbastraße, bezeichnet 1691
- die katholische Pfarrkirche St. Katharina; ehemalige Klosterkirche, steiler sechsachsiger Putzbau, 1317–1324, Seitenschiff 1912/1913, Westportal 1901